# A-PONASA
A-PONASAは、合成カンナビノイド受容体アゴニストで、デザイナードラッグとして販売されている。
以前に報告された化合物CB-13と類似するが、ナフタレンヘッドグループがアダマンチルに置換されており、珍しいスルホンアミドリンカーグループを有している。